# Apodemia multiplaga
Apodemia multiplaga is een vlindersoort uit de familie van de prachtvlinders (Riodinidae), onderfamilie Riodininae.
Apodemia multiplaga werd in 1902 beschreven door Schaus.